# Rudolf Minger
Rudolf «Ruedi» Minger (Mülchi, 13 de noviembre de 1881 – Schüpfen, 23 de agosto de 1955) fue un político y agricultor suizo. Criado en la pequeña aldea de Mülchi, en el valle del Limpach (cantón de Berna), tras terminar la enseñanza obligatoria se puso a trabajar en la granja de sus padres. En 1907 se hizo cargo de su propia granja en la localidad de Schüpfen. Alcanzó el grado de coronel en el ejército suizo y comenzó a implicarse políticamente a escala local y cantonal mediante su participación en cooperativas agrícolas. Su descontento con la política agraria de Suiza durante la Primera Guerra Mundial le alejó progresivamente de los radicales. En 1918 cofundó el Partido de los Agricultores y Ciudadanos de Berna, al que condujo en poco tiempo al éxito electoral.
En 1919 entró a formar parte del Consejo Nacional y, en 1922, del Gran Consejo del Cantón de Berna. Siempre estuvo comprometido con la defensa de los intereses de su sector. Fruto de su afán por ampliar la base electoral del nuevo partido, fue capaz de atraer a los comerciantes, lo que dio lugar en 1921 a la creación del Partido de los Agricultores, Comerciantes e Independientes (BGB/PAI), una formación de clases medias y de orientación conservadora, precursora del actual Partido Popular Suizo (SVP/UDC). Tras haber sido presidente del Consejo Nacional en 1928, en 1929 fue elegido miembro del Consejo Federal, donde fue el primer representante del BGB. Tomó posesión de su cargo a principios de 1930 y se le encomendó la jefatura del Departamento Militar.
Entre sus logros al frente de este departamento destaca el incremento progresivo del gasto en defensa nacional, que justificó citando el efecto generador de empleo de la inversión en armamento dentro del contexto de la crisis económica mundial. Su talante afable y cercano le granjeó la simpatía de amplios sectores de la población, popularidad de la que se valió para promover el ejército de milicias entre los sectores políticos de izquierda. Fue Presidente de la Confederación en el año 1935. Dimitió a finales de 1940, después de haber estado once años en el Consejo Federal. Posteriormente presidió diversas asociaciones y siguió defendiendo los intereses del campo durante más de una década.

## Biografía

### Familia, profesión y carrera militar
Minger nació en Mülchi, un pequeño pueblo del valle del Limpach, en el cantón de Berna. Era el menor de tres hermanos y el único hijo varón de una respetada y acomodada familia de agricultores. Su padre se llamaba como él y fue alcalde del pueblo, y su madre se llamaba Anna Marie Moser. Minger asistió a la escuela primaria de Mülchi y cursó estudios secundarios en la vecina localidad de Fraubrunnen. Era un alumno inteligente, por lo que, en 1897, sus padres decidieron enviarlo a La Neuveville. Allí realizó unas prácticas en la secretaría del tribunal de distrito con el fin de perfeccionar su francés y descubrir si la profesión de notario le interesaba. Sin embargo, a Minger no le gustaba el trabajo de oficina y en 1898 regresó a Mülchi para trabajar en la granja familiar. Se formó como agricultor practicando el oficio y mediante la lectura de numerosas revistas agrícolas.
En julio de 1906 se casó con Sophie Minger, una prima segunda suya (ambos tenían un bisabuelo en común), en el pueblo de Schüpfen, en la región de Seeland. Tres meses después, compró a los familiares de su esposa la finca Herrschmatt de la localidad, que hoy es conocida como «Mingerhof». El matrimonio se trasladó allí en la primavera de 1907 y tuvo una hija, Klara, y un hijo, Rudolf. Sin embargo, Minger no llevaba la granja él solo, ya que tenía empleados a su cargo que realizaban muchas de las tareas. Según afirma su biógrafo Konrad Stamm, nunca fue un «simple granjero», leyenda que el propio Minger se encargó de difundir durante toda su vida, sino más bien un «cazador de subsidios».
Su condición de recién llegado lo privó de poder optar a cargos políticos locales en Schüpfen, así que solo pudo abrirse un hueco en la cooperativa agrícola local. El servicio militar obligatorio le brindó la oportunidad de progresar socialmente. Al poco de terminar la escuela de reclutas, en diciembre de 1901, fue ascendido a cabo. Dos años después, en diciembre de 1903, fue ascendido a teniente de fusileros y, finalmente, a teniente primero a finales de 1907. A finales de 1911 ascendió a capitán y, en septiembre de 1912, asistió en Berna a la recepción del emperador alemán Guillermo II. Durante la Primera Guerra Mundial cumplió 635 días de servicio activo. En marzo de 1918 fue ascendido a mayor, en diciembre de 1923 a teniente coronel y, por último, en diciembre de 1929 a coronel.

### Política agraria y fundación del partido

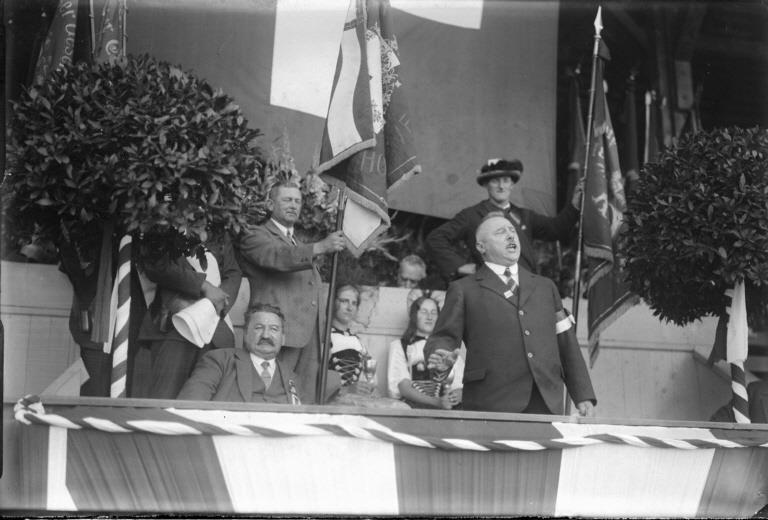
Minger interviene en el Festival Suizo de Hornussen en 1930

En 1909 fue elegido presidente de la cooperativa agrícola de Schüpfen y en 1911 entró en la junta directiva de la asociación de cooperativas de Berna. Hasta entonces, los agricultores se habían integrado políticamente en el Partido Radical Democrático (PRD), pese a las divergencias de criterio existentes entre ellos. El aumento del precio de los alimentos durante la Primera Guerra Mundial exacerbó el conflicto existente entre la población urbana y los agricultores. Estos últimos eran acusados de lucrarse con la guerra, ya que acaparaban alimentos y, con ello, aumentaban artificialmente los precios. El Consejo Federal estableció unos topes máximos para los productos alimenticios con el fin de evitar nuevas escaladas de precios. La producción aumentó a pesar de que muchos agricultores habían sido llamados a cumplir el servicio militar. Con todo, gran parte de la cosecha se perdió en los veranos fríos y lluviosos de 1916 y 1917, situación que provocó un grave problema de abastecimiento en el país.
Entretanto, la incomprensión que los agricultores sentían por parte del PRD iba en aumento. Los liberales seguían abogando por el libre comercio y la apertura de fronteras para que bajasen los precios de los alimentos (a este respecto compartían posiciones con los socialistas), mientras que los agricultores exigían la aplicación de medidas como la fijación de precios mediante aranceles aduaneros y subvenciones a las exportaciones. Hasta entonces, Minger solo había hablado de temas económicos en los actos que celebraba su organización profesional. El 13 de noviembre de 1916 realizó su primera declaración de carácter político en el mercado de semillas de Aarberg, en la que pidió que los intereses de los agricultores estuvieran mejor representados. Calificó a los radicales de «archicapitalistas» y «avariciosos», y afirmó que para él los líderes socialistas no eran más que «altos funcionarios del partido».
Siguiendo el ejemplo de la Asociación Cantonal Agrícola de Zúrich, Minger impulsó la fundación del Partido de los Agricultores y Ciudadanos de Berna en una intervención que realizó el 24 de noviembre de 1917 durante una reunión de delegados de la Asociación Cooperativa de Berna que se celebró en la sala Bierhübeli de Berna:

«Nos encontramos a las puertas de una nueva era. Se avecina una profunda reestructuración política. El camino ya está trazado y se llama representación proporcional. Es cierto que esta fórmula se ha planteado desde otros frentes. Pero hoy nosotros, los agricultores, hemos decidido sumarnos a este movimiento. Y sólo nos queda una salida: ¡la de fundar nuestro propio partido campesino independiente! Es el momento de romper las cadenas. Hay que acabar con el paternalismo político, ¡porque ahora queremos participar activamente en política por nuestra cuenta!».
Rudolf Minger

En diciembre de 1917, los diputados agricultores del Gran Consejo y las juntas directivas de las cuatro mayores asociaciones cooperativas designaron un comité, presidido por Jakob Freiburghaus, que se encargó de preparar la fundación del partido. Esta tuvo lugar oficialmente el 28 de septiembre de 1918 en Berna, fecha en la que se aprobaron sus estatutos y se eligió a Minger como presidente. Dos semanas más tarde, la iniciativa sobre la representación proporcional fue aprobada por clara mayoría tanto por el pueblo como por los cantones, una medida que benefició enormemente al nuevo partido. Tras el fracaso de la huelga general de noviembre de 1918, el partido registró un notable aumento en el número de afiliados. En 1919, numerosos consejeros radicales se integraron en el Partido de los Agricultores y Ciudadanos, que se convirtió así en un destacado actor político. Fue uno de los más vehementes defensores de la creación de milicias armadas.

### Política cantonal y federal
En las elecciones al Consejo Nacional de 1919, las primeras que se celebraron con el sistema de representación proporcional, el Partido de los Agricultores y Ciudadanos de Berna se hizo con 16 de los 32 escaños asignados al cantón de Berna. Conformó el cuarto mayor grupo parlamentario tras unirse a otras formaciones afines de otros cantones, que sumaron en total 14 escaños. Minger, que también había sido elegido Consejero Nacional, asumió la presidencia del grupo y se erigió en líder indiscutible. En un principio, el grupo parlamentario constituía la única estructura de ámbito nacional, y no fue hasta el año 1936 cuando nueve partidos de ámbito cantonal se fusionaron para formar un partido con implantación en todo el país. A diferencia del Partido de los Agricultores del Cantón de Zúrich, Minger también quería implicar a los comerciantes y transformar el Partido de los Agricultores y Ciudadanos de Berna en un partido conservador de clases medias. Así, en 1921 pasó a denominarse Partido de los Agricultores, Comerciantes e Independientes (BGB), lo que le permitió ensanchar su base electoral.
En las elecciones al Gran Consejo de Berna de 1922, el BGB obtuvo 103 de los 224 escaños, y se situó como el principal grupo parlamentario. Minger obtuvo escaño y también asumió la presidencia del grupo parlamentario a nivel cantonal. Dentro del Gran Consejo, participó en la Comisión de Verificación de Poderes y en la Comisión de la Ley de Enfermedades Animales, entre otras. Se mostró partidario de combatir el desempleo mediante la creación de puestos de trabajo. Abordó con especial dedicación los proyectos relativos al ferrocarril de Lötschberg y a las centrales eléctricas de Oberhasli. En 1925 presentó su única moción, relativa a la reforma de la ley tributaria cantonal, y que retiró aquel mismo año. Su actividad en el parlamento cantonal fue relativamente discreta, ya que dedicaba la mayor parte de su tiempo al desempeño de sus demás responsabilidades políticas.
Tuvo una mayor actividad en el Consejo Nacional, donde formó parte de dos comisiones permanentes: la de Auditoría desde 1919 y la de Aranceles Aduaneros desde 1922. También participó en 33 comisiones no permanentes encargadas de preparar los asuntos del Consejo Nacional, de las cuales presidió cinco. Manifestaba un interés especial hacia las comisiones en las que pudiera aportar su experiencia, principalmente las relativas a la agricultura y el ejército. Hacía especial hincapié en la necesidad de considerar la agricultura como uno de los pilares del Estado, razón por la cual consideraba fundamental impulsar su desarrollo. En este sentido, abogó por restringir las importaciones de alimentos y, al mismo tiempo, aumentar las exportaciones. Asimismo, propuso medidas para aumentar los ingresos de los agricultores, como subvenciones, monopolios, garantías de venta y precios de coste de los productos agrícolas. Minger concebía el ejército como un instrumento para mantener la paz y el orden en el país, así como para proteger la independencia y la neutralidad de Suiza. Este posicionamiento le valió numerosos enfrentamientos con los socialistas, que durante los años de la posguerra se mostraban partidarios del desarme. La reforma del reglamento de tropas le convirtió en una figura reconocida. En 1928 fue Presidente del Consejo Nacional.
A mediados de noviembre de 1929 quedaron vacantes dos asientos en el Consejo Federal tras la dimisión de Robert Haab y el fallecimiento de Karl Scheurer. En vista del progresivo crecimiento del BGB, el PRD ya no podía aspirar, como hasta entonces, a hacerse con cinco de los siete consejeros federales. Se daba por supuesto que los cantones más poblados, Berna y Zúrich, debían seguir estando representados en el gobierno. Sin embargo, los partidos burgueses temían que con la renuncia de Haab al «escaño zuriqués» los socialistas pudieran verse beneficiados, por lo que prefirieron ceder el «escaño bernés» de Scheurer al BGB. Para minimizar las opciones de que el alcalde de Zúrich, Emil Klöti, saliera elegido, el católico conservador Heinrich Walther se valió de argucias jurídicas para que se eligiera en primer lugar al sucesor de Scheurer. En las elecciones al Consejo Federal del 12 de diciembre de 1929, Minger fue elegido por la Asamblea Federal en la primera votación con 148 votos a favor de un total de 232; Hermann Schüpbach (PRD) obtuvo 57 votos, y el resto de candidatos, 27. De este modo, Minger se convirtió no sólo en el primer representante del BGB que entraba a formar parte del gobierno federal, sino también en el primero que procedía del sector agrícola; además, fue la primera vez que estuvieron representados en él tres partidos. El sucesor de Haab fue Albert Meyer (PRD).

### Consejo Federal

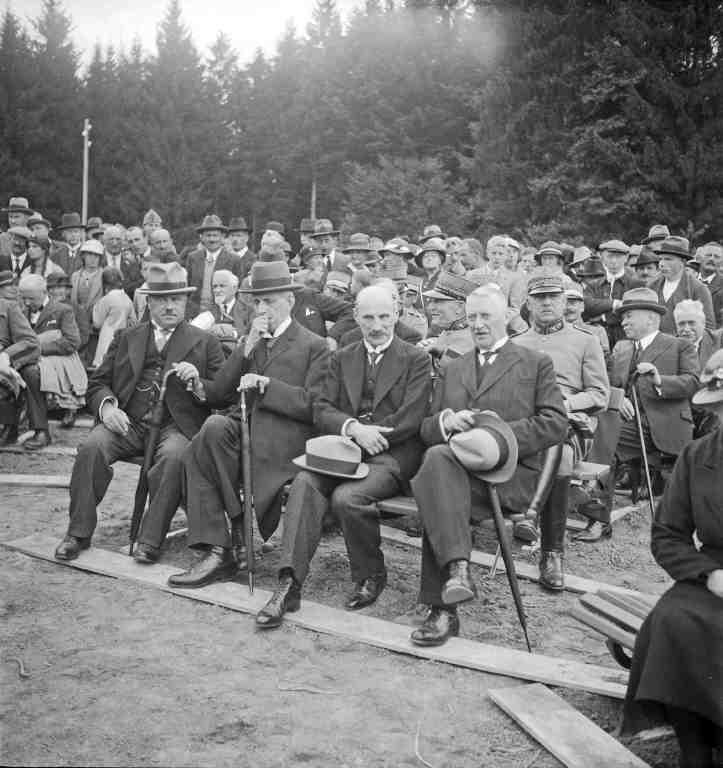
Minger (delante a la izquierda) con otros tres Consejeros Federales (1934)

Minger tomó posesión de su cargo el 1 de enero de 1930, trasladó su residencia a Berna, como establecía la ley, y legó su granja a un arrendatario. Su aspiración era dirigir el Departamento de Economía Pública y así poder influir directamente en la política agraria, pero tuvo que conformarse con el Departamento Militar. Se trataba de un cargo poco prestigioso, dado el clima pacifista que se había instalado en la sociedad suiza tras la Primera Guerra Mundial y las drásticas medidas de austeridad que había promulgado el Parlamento en los años 20. No obstante, Minger consiguió, gracias a su tenacidad, impulsar el rearme y la reforma del ejército suizo. Hubo dos factores clave que contribuyeron a ello: por un lado, el deterioro de la coyuntura internacional y, por el otro, la crisis económica mundial, un período en el que Minger incidió en la contribución a la creación de empleo que suponía el gasto en armamento, que pasó de 85 a 351 millones de francos en 1939. Todas las ramas de las fuerzas armadas se vieron beneficiadas, sobre todo las fuerzas aéreas, la artillería y la defensa antiaérea.
La segunda gran prioridad del mandato de Minger fue la ampliación progresiva del periodo de instrucción militar. Los partidos de izquierda, contrarios a la reforma, promovieron la celebración de un referéndum sobre la ley federal necesaria para ello. La consulta popular, celebrada el 24 de febrero de 1935, arrojó un resultado ajustado a favor de dicha ley con un 54,2% de votos afirmativos. En consecuencia, el periodo de instrucción en las escuelas de reclutas se amplió de 67 a 118 días y el de los cursos de actualización de 13 a 20 días. Esta normativa se mantuvo prácticamente sin cambios hasta la implantación de la reforma Ejército 95 en la década de 1990. A largo plazo, la aportación más relevante de Minger fue la popularización del ejército de milicias. Organizó varios «Días del Pueblo» y desfiles para promocionarlo en los ámbitos políticos de izquierdas como un instrumento orientado a mantener la paz y también para exaltar el militarismo suizo. En 1935, después de que los socialistas apoyaran explícitamente la causa de la defensa nacional, Minger cesó sus ataques verbales contra sus adversarios políticos. La emisión de los bonos de defensa nacional en 1936, que fueron sobresuscritos de forma significativa a pesar del bajo tipo de interés que ofrecían, está considerada uno de sus mayores éxitos. Siempre aprovechó cualquier oportunidad para defender abiertamente los intereses del sector agrícola, incluso cuando estaba al frente del Departamento Militar.

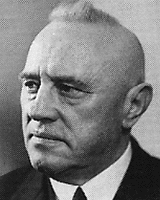
Rudolf Minger

Minger alcanzó la cima de su carrera política en 1935, año en que ejerció la Presidencia de la Confederación Suiza. Desempeñó con solvencia las tareas de representación diplomática propias del cargo. Su forma de expresarse, sencilla y accesible, su carácter afable y cercano y su asertividad le granjearon la simpatía de amplios sectores de la población, incluso después de su muerte. Prueba de su popularidad era la cantidad de chistes sobre él que circulaban por las calles. Estos chistes comenzaron como una expresión del escepticismo con el que las élites sociales contemplaban al presuntamente inculto granjero, pero con el tiempo acabaron convirtiéndose en un símbolo de aprecio. Hubo que esperar seis décadas para que se hiciera pública una faceta menos elogiosa de Minger: en febrero de 1937, sin que lo supieran sus colegas del Consejo Federal, encargó al Jefe de Estado Mayor, Jakob Labhardt, la elaboración de un programa de armas químicas. Se creó en secreto, ya que en 1932 Suiza había ratificado un protocolo de la Sociedad de Naciones que prohibía el uso bélico de gases asfixiantes, venenosos y similares, así como de armas bacteriológicas.
En 1938, cuando apremiaba la implementación de la reforma del ejército, Minger comenzaba a mostrar signos de cansancio y tenía una actitud más apática en el trabajo. En su departamento se rumoreaba que le preocupaba más el precio de la leche que el ejército. Su última tarea de relevancia fue la de preparar la inminente movilización general. Cuando el 1 de septiembre de 1939 estalló la Segunda Guerra Mundial, se buscó a Minger en su despacho oficial, en vano. Se encontraba en su apartamento preparando los documentos para su salida de la política. Se le localizó justo a tiempo para que el Consejo Federal decidiera la movilización parcial del ejército en su reunión de las 10 de la mañana. Minger apoyó con entusiasmo a Henri Guisan ante su nombramiento como general por parte de la Asamblea Federal. Ambos mantenían una estrecha amistad desde hacía tiempo y Minger había impulsado su carrera militar.
El 8 de noviembre de 1940, Minger comunicó que dimitiría del Consejo Federal a finales de año en una carta dirigida al Presidente del Consejo Nacional. Los analistas políticos se sorprendieron de que fuera precisamente el ministro de Defensa quien dimitiera en plena guerra, si bien, a la luz de sus anotaciones, cabe suponer que los motivos de su renuncia fueron principalmente de índole personal. Además, consideró que su principal objetivo político, la consolidación de la defensa nacional, estaba cumplido. Le sucedió Eduard von Steiger.

### Actividad política tras su dimisión

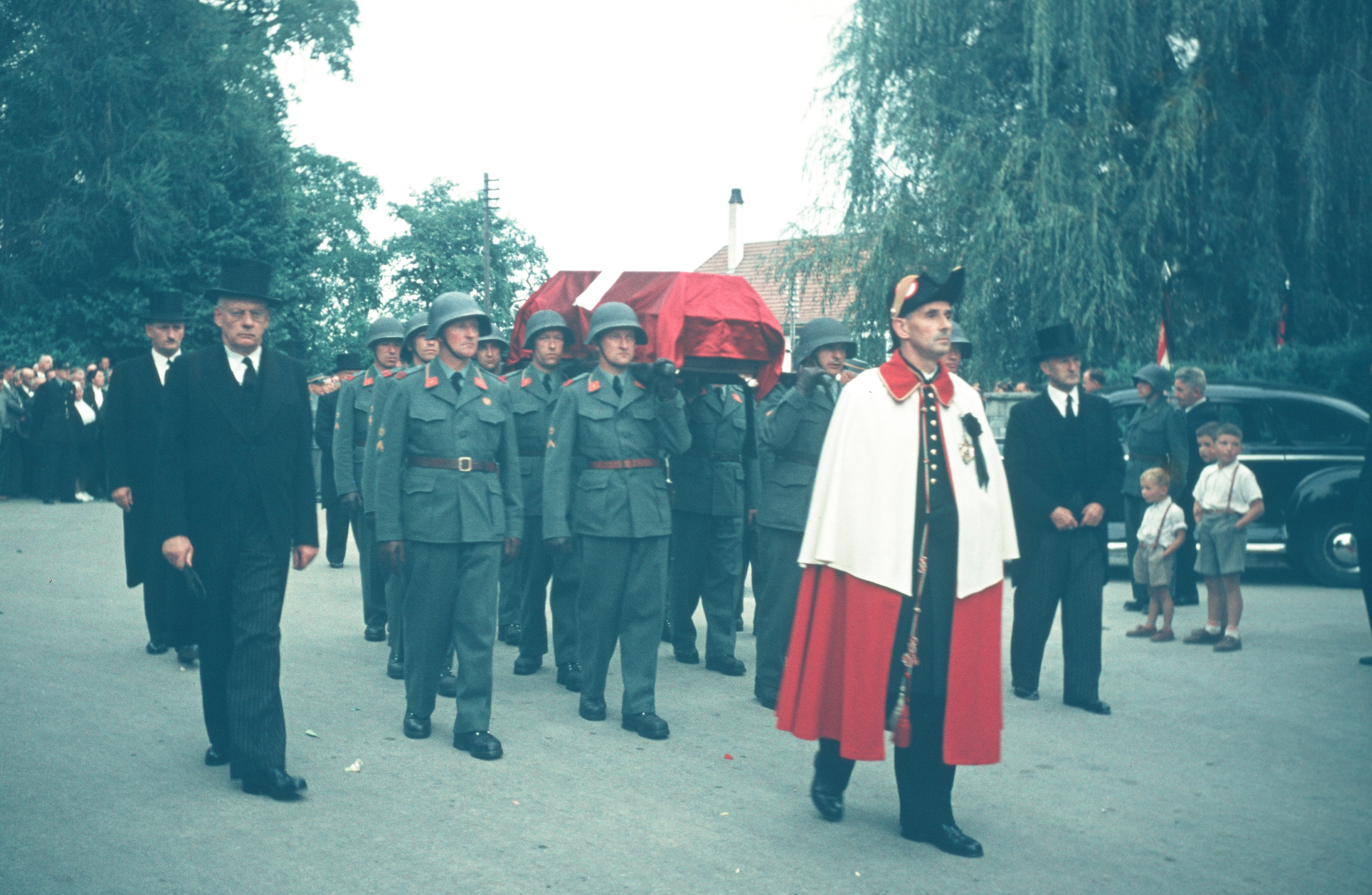
Cortejo fúnebre de Rudolf Minger

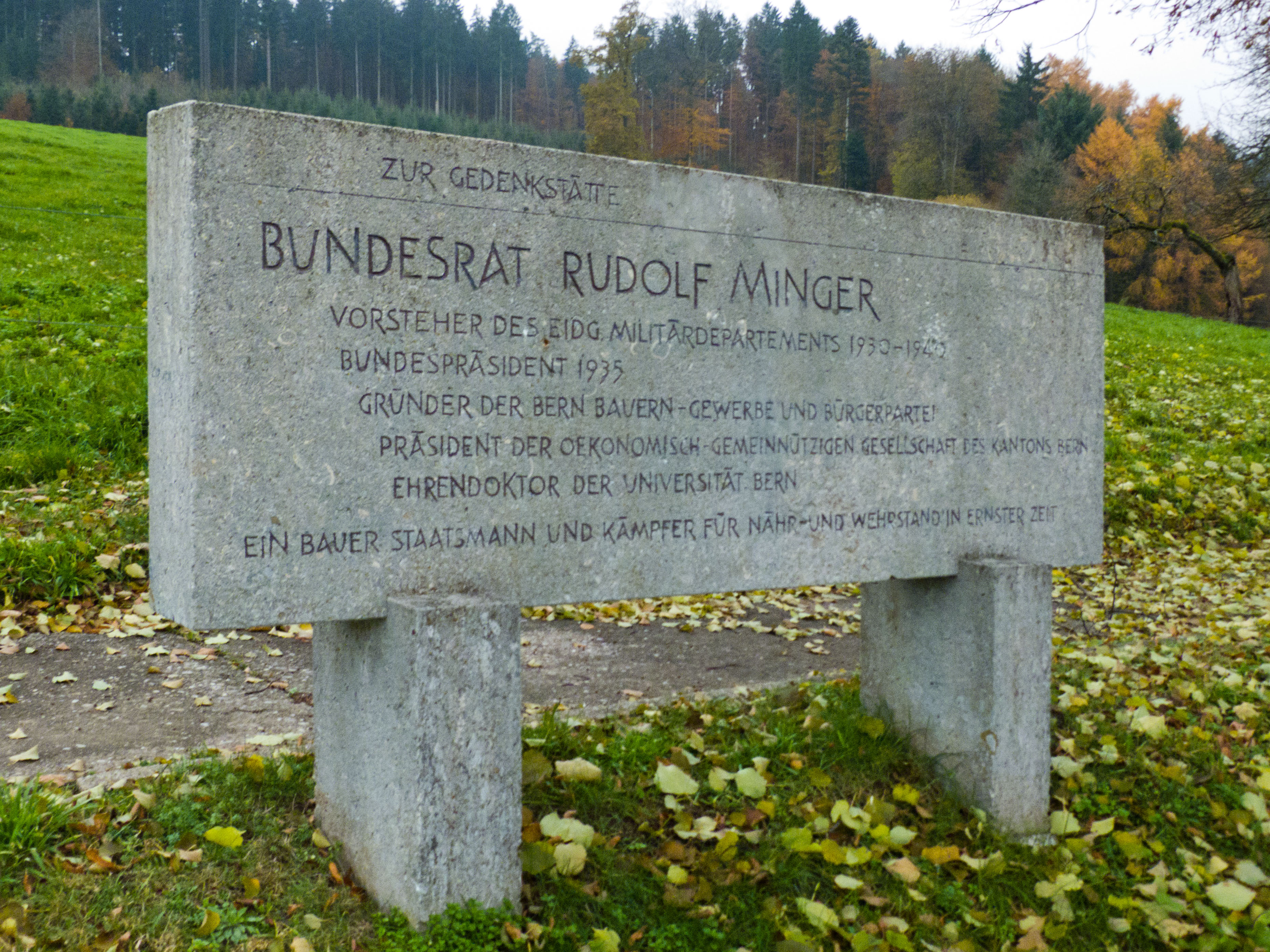
Monumento conmemorativo en Schüpfen

Un año antes, Minger ya había abandonado su apartamento de Berna para instalarse en su granja de Schüpfen. Aprendió a conducir a los 58 años y empezó a acudir al trabajo en coche. Tras su dimisión, retomó su compromiso con la agricultura, tanto a nivel práctico en su granja como en el ámbito político e institucional de Berna. Acudía casi a diario al Palacio Federal para defender los intereses del sector, a menudo con tal intensidad que un analista lo calificó de «desvergonzado». Entre 1942 y 1948 presidió la Sociedad Económica y de Utilidad Pública del Cantón de Berna, así como las asociaciones de molineros de avena y fabricantes de pasta. Además, fue vicepresidente de la Asociación Suiza de Agricultura, presidente de la Subcomisión de Formación Profesional para Agricultores y miembro del Comité Ejecutivo de la Unión Suiza de Agricultores. También fue miembro de los consejos de administración de las empresas Kraftwerke Oberhasli y Verbandsdruckerei AG, así como del Consejo Bancario del Banco Nacional Suizo.
Aunque nunca cursó estudios universitarios, la fraternidad estudiantil Zofingia le aceptó como miembro honorario en 1934. En noviembre de 1946, la Facultad de Veterinaria de la Universidad de Berna le otorgó el doctorado honoris causa en reconocimiento a su contribución a la «conservación de una comunidad rural sana» y a su compromiso con la capacitación profesional en el sector agrícola. Minger también participó activamente en el ámbito de la política económica y social. En 1947, por ejemplo, intervino en diversos actos públicos para defender la aprobación de los artículos económicos de la Constitución Federal y la Ley Federal del Seguro de Vejez y Supervivencia. En 1951, hizo lo propio con respecto a la Ley de Agricultura.

### Muerte y memoria
Minger hizo su última aparición pública en el verano de 1955, en la Fête des Vignerons de Vevey, a donde había acudido invitado por Henri Guisan. Unas semanas más tarde, el 23 de agosto, falleció a causa de una enfermedad hepática. El 26 de agosto, unas 10 000 personas asistieron al funeral de Estado que se celebró en el cementerio de Schüpfen. Fue, después de Jakob Stämpfli y Karl Schenk, el tercer Consejero Federal natural o residente en Schüpfen, localidad donde se le recuerda con una calle y un monumento.  Además, otras calles llevan su nombre en Berna y San Galo. Desde 1956, la Sociedad de Tiro y el Club de Pistola de Schüpfen organizan cada año una competición de tiro en su memoria. Entre 1965 y 1995, la asociación de suboficiales de Lyss celebró una marcha quinquenal en su memoria. La finca «Mingerhof», situada en la entrada sur del pueblo de Schüpfen y construida hacia 1850, está catalogada como edificio protegido en el catálogo arquitectónico del cantón de Berna.